# Henrardia
Henrardia là một chi thực vật có hoa trong họ Hòa thảo (Poaceae).

## Loài
Chi Henrardia gồm các loài: